# طريث طريث
طريث طريث (باللاتينية: Lithophaga lithophaga) يعرف أيضاً بـ صدفة التمر وهو نوع من ذوات الصدفتين ينتمي إلى عائلة بلحيات البحر البحرية.